# Петар Струве
Петар (или Пјотр или Петр) Бернгардович Струве (рус. Пётр Бернга́рдович Стру́ве; Перм, 26. јануар 1870 — Париз, 22. фебруар 1944) био је руски политички економиста, филозоф, историчар и уредник. Каријеру је започео као марксиста, касније постао либерал и након бољшевичке револуције придружио се Белом покрету. Од 1920. године живео је у егзилу у Паризу, где је био истакнути критичар руског комунизма.

## Биографија

### Марксистички теоретичар
Петар Струве је вероватно најпознатији члан руске гране породице Струве. Син је Бернхарда Струвеа (гувернера Астрахана и касније Перма  и унук астронома Фридриха Георга Вилхелма фон Струвеа. Уписао је одсек природних наука Универзитета у Санкт Петербургу 1889. и прешао на његов правни факултет 1890. године. Док је био тамо, заинтересовао се за марксизам, присуствовао састанцима марксиста и народњака (на којима је упознао свог будућег противника Владимира Лењина) и писао чланке за легално објављене часописе – отуда и термин Легални марксизам, чији је главни заговорник постао. Септембра 1893. Струве је ангажован у Министарству финансија и радио је у његовој библиотеци, али је отпуштен 1. јуна 1894. након хапшења и кратког притвора у априлу-мају те године. Године 1894. објавио је и своју прву велику књигу,Kriticheskie zametki k voprosu ob ekonomicheskom razvitii Rossii (Critical Notes on the Economic Development of Russia), у којој је бранио применљивост марксизма на руске услове од популистичких критичара.
Године 1895. Струве је завршио диплому и написао Отворено писмо Николају II у име Земства. Потом је отишао у иностранство на даље студије, где је 1896. присуствовао Међународном социјалистичком конгресу у Лондону и спријатељио се са чувеном руском револуционарном изгнаницом Вером Засулич.
По повратку у Русију, Струве је постао један од уредника марксистичких часописа Novoye Slovo (Нова реч, 1897), Nachalo (Почетак, 1899) и Zhizn (1899–1901). Струве је такође био најпопуларнији говорник на правним марксистичким дебатама у Слободном економском друштву у касним 1890-им - почетком 1900-их. Године 1898. Струве је написао Манифест новоформиране Руске социјалдемократске радничке партије.

### Либерални политичар
До 1900. Струве је постао вођа ревизионистичког, односно компромитационог, крила руских марксиста. Струве и Михаил Туган-Барановски су представљали умерене током преговора са Јулијем Мартовим, Александром Потресовим и Владимиром Лењином, лидерима радикалног крила партије, у Пскову у марту 1900. Крајем 1900. Струве је отишао у Минхен и поново водио дуге разговоре са радикалима између децембра 1900. и фебруара 1901. Две стране су на крају постигле компромис који је укључивао постављање Струвеа за уредника Современное обозрение (Савремени преглед), предложеног додатка радикалског часописа Зарија (Зора), у замену за његову помоћ у обезбеђивању финансијске подршке од руских либерала. План је осујећен Струвеовим хапшењем на чувеним демонстрацијама на Казанском тргу 4. марта 1901. одмах по повратку у Русију. Струве је протеран из престонице и, као и другим демонстрантима, понуђено му је да сам изабере место изгнанства. Изабрао је Твер, центар земског радикализма.
Године 1902. Струве је тајно напустио Твер и отишао у иностранство, али су до тада радикали напустили идеју о заједничком часопису и Струвеова даља еволуција од социјализма до либерализма би ионако отежала сарадњу. Уместо тога, уз помоћ либералне интелигенције и радикалног дела Земства, основао је независни либерални полумесечник Освобозхдение (Либератион). Часопис је финансирао ДЕ Жуковски и прво је излазио у Штутгарту, Немачка (1. јул 1902 – 15. октобар 1904). Средином 1903. године, након оснивања либералног Савеза ослобођења (Soyuz Osvobozhdeniya), часопис је постао званични орган Уније и прокријумчарен је у Русију, где је имао значајан успех. Када је немачка полиција, под притиском Охране, упала у просторије у октобру 1904, Струве је преселио своје операције у Париз и наставио да издаје часопис још годину дана (15. октобар 1904. – 18. октобар 1905), све док Октобарски манифест није прогласио слободу штампе у Русији.
Октобра 1905. Струве се вратио у Русију и постао суоснивач либералне Уставно-демократске партије и члан њеног Централног комитета. 1907. године представљао је партију у Другој државној думи.
Након распуштања Думе 3. јуна 1907, Струве се концентрисао на свој рад у Руској мисли (Руска мисао), водећим либералним новинама, чији је издавач и дефакто главни уредник био од 1906. године.
Струве је био покретачка снага иза Векхија (Прекретнице, 1909), револуционарне и контроверзне антологије есеја критичних према интелигенцији и њеним рационалистичким и радикалним традицијама. Као уредник „Руске мисли“, Струве је одбацио револуционарни роман „Петроград“ Андреја Белог, који је очигледно видео као пародију на револуционарне интелектуалце.
Са избијањем Првог светског рата 1914. Струве је заузео став подршке влади, а 1916. је поднео оставку у Централном комитету Уставно-демократске странке, због онога што је видео као прекомерно противљење странке влади у време рата.

### Противник бољшевизма
У мају 1917. године, након што је Фебруарска револуција 1917. збацила монархију у Русији, Струве је изабран за члана Руске академије наука, све док није искључен протеривањем који су организовали  бољшевичкици 1918. године.
Одмах после Октобарске револуције 1917, Струве је отишао на југ Русије где се придружио Савету добровољачке војске.
Почетком 1918. вратио се у Москву, где је живео под лажним именом већи део године, допринео Из Глубинију (различитим преводом Де Профундис, Из дубине или из дубине, 1918), наставку Векхију, и објавио неколико других запажених чланака о узроцима револуције.
Пошто је беснео руски грађански рат и његов живот у опасности, Струве је морао да бежи; и након тромесечног путовања стигао је у Финску, где је пре одласка у Западну Европу преговарао са генералом Николајем Јуденичем и финским вођом Карлом Густавом Емилом Манерхајмом. Струве је представљао антибољшевичку владу генерала Антона Дењикина у Паризу и Лондону 1919, пре него што се вратио на територије под контролом Дењикина на југу Русије, где је уређивао водеће новине Белог покрета. Дењикиновом оставком након дебакла у Новоросиску и успоном генерала Петра Врангела на врх почетком 1920. године, Струве је постао министар спољних послова у Врангеловој влади.
Поразом Врангелове војске у новембру 1920. Струве је отишао у Бугарску, где је поново покренуо Русску мисл под окриљем емигрантске издавачке куће „Руско-болгарское книгоиздательство“. Затим је Струве отишао у Париз, где је остао до своје смрти 1944. Струве је у Бугарској оставио многе следбенике у области економије, посебно своје студенте, који су емигрирали и заузимали професорка места на бугарским универзитетима (од којих су најпознатији Симеон Демостенов и Наум Долински).
Његова деца су била истакнути чланови Руске православне заграничне цркве.

## Лични живот

### Религија
Струвеов отац је био руски православац, док је његова мајка била лутеранка. Током периода живота када је био марксиста, Струве је био скептичан спрам религије. Након тога, вратио се православљу, задржавајући изразито индивидуалистички став који је био близак протестантизму.

### Потомци
Син Петра Струвеа Глеб Струве (1898–1985) био је један од најистакнутијих руских критичара 20. века. Предавао је на Калифорнијском универзитету у Берклију и спријатељио се са Владимиром Набоковом 1920-их.
Његов унук, Никита Струве (1931–2016), био је професор на париском универзитету и уредник неколико часописа на руском језику који су излазили у Европи.

## Дела

### Радови на енглеском
- Collected Works, 15 томова, ур. Richard Pipes, Ann Arbor, MI, University Microfilms, 1970
- "Past and present of Russian economics" in Russian realities & problems: Lectures delivered at Cambridge in August 1916, by Pavel Milyukov, Peter Struve, Harold Williams, Alexander Sergeyevich Lappo-Danilevsky and Roman Dmowski, Cambridge, University press, 1917, 229p.
- "Foreword", in Alexander A. Valentinov. The assault of heaven; the black book containing official and other information illustrating the struggle against all religion carried by the Communist government in Russia, [Berlin, M. Mattisson, ltd., printer, 1924], xxiv, 266p.
- Food Supply in Russia During the World War. Yale University Press. 1930.. xxviii, 469p.

### Радови на руском
- Sub'ektivism i idealizm (Subjectivism and Idealism), 1901, 267p.
- Na raznye temy (On Various Topics), 1902, 555p.
- Khozyaistvo i tsena (Enterprise and Price), in 2 volumes, 1913–1916.
- Itogi i suschestvo kommunisticheskago khozyaistva (The End Results and the Essence of the Communist Enterprise), [1921], 30p.
- Sotsial'naya i ekonomicheskaya istoriya Rossii (Social and Economic History of Russia), 1952, 386p.